# Goldsmith-Gletscher
Der Goldsmith-Gletscher ist ein Gletscher im ostantarktischen Coatsland. Er fließt 10 km südlich des Tailend-Nunataks in westnordwestlicher Richtung durch die Theron Mountains zum Bailey-Eisstrom.
Teilnehmer der Commonwealth Trans-Antarctic Expedition (1955–1958) kartierten und benannten ihn. Namensgeber ist der aus Deutschland stammende britische Arzt Rainer Goldsmith (* 1927), welcher der Vorausmannschaft dieser Forschungsreise angehört hatte.